# Abergement-la-Ronce
Abergement-la-Ronce ist eine französische Gemeinde  mit 832 Einwohnern (Stand 1. Januar 2022) im Département Jura in der Region Bourgogne-Franche-Comté. Sie gehört zum Arrondissement Dole und zum Kanton Tavaux. Die Einwohner nennen sich Abergeois.

## Geographie
Die landwirtschaftlich geprägte Gemeinde liegt rund elf Kilometer südwestlich von Dole an der Grenze zum benachbarten Département Côte-d’Or. Die Nachbargemeinden sind Samerey im Norden (Département Côte-d’Or), Damparis im Nordosten und im Osten, Tavaux im Südosten, Saint-Aubin im Süden, Aumur im Südwesten und Saint-Symphorien-sur-Saône im Nordwesten (Département Côte-d’Or).
Die Gemeinde liegt auf einem kleinen Höhenrücken zwischen den Tälern der Saône und des Doubs. Der Rhein-Rhône-Kanal, der die beiden Täler verbindet, durchquert das Gemeindegebiet.

## Bevölkerungsentwicklung
| Jahr                       | 1968 | 1975 | 1982 | 1990 | 1999 | 2006 | 2016 |
| Einwohner                  | 454  | 610  | 677  | 667  | 735  | 744  | 845  |
| Quellen: Cassini und INSEE |      |      |      |      |      |      |      |